# سد بار
سد اصلی بار سدی در مجاورت روستای خانلق و در نزدیکی شهر بار شهرستان فیروزه (سابقاً بخشی از شهرستان نیشابور) می‌باشد. این سد دارای ظرفیت آبی ۴۴ میلیارد متر مکعب است. آب و رودخانه این سد از رشته کوه بینالود و رود بار سرچشمه می‌گیرد. این سد یکی از منابع آبی شهر نیشابور و شهر فیروزه می‌باشد. آب این سد عمدتاً برای مصارف کشاورزی و شرب استفاده می‌شود. به غیر از مصرف شرب، آب این سد تا مدتی نیز برای مصارف صنعتی مورد نیاز شرکت مجتمع فولاد نیشابور/خراسان که در نزدیک شرق این سد واقع است نیز استفاده می‌شد. بخشی از سرمایه مورد نیاز برای ساخت این سد توسط بانک توسعه اسلامی و بخشی دیگر توسط شرکت مجتمع فولاد نیشابور/خراسان فراهم شده است. این سد میزبان گونه‌های مختلف جانوری همانند فلامینگوها بوده‌است.